# Willy Haas
Pour les articles homonymes, voir Haas.
Willy Haas est un écrivain, journaliste, critique de cinéma et scénariste allemand né le 6 juillet 1891 à Prague en Autriche-Hongrie et mort le 4 septembre 1973 à Hambourg en République fédérale d'Allemagne.

## Biographie
Né à Prague, Willy Haas fait partie du cercle littéraire pragois où il fréquente Franz Werfel, Paul Kornfeld, Max Brod et Franz Kafka. En 1939, il publiera les lettres de Kafka à Milena Jesenská que cette dernière lui a données.
En 1914, il devient éditeur au Kurt Wolff Verlag à Leipzig. En 1920, il s'installe à Berlin et écrit des scénarios pour le cinéma et publie aussi des critiques de films. En 1925, avec Ernst Rowohlt, il fonde Die literarische Welt qui devient une revue littéraire importante.
En 1933, à l'arrivée des nazis au pouvoir, Haas, qui est juif, s'exile et part à Prague. En 1939, l'entrée de l'armée allemande en Tchécoslovaquie le contraint à fuir. Il émigre en Inde, puis en 1947 en Angleterre. En 1948, il revient en Allemagne, à Hambourg. Il est pour le quotidien Die Welt, le rédacteur en chef du Feuilleton, les pages culturelles, dans lequel il écrit des critiques littéraires et théâtrales.

## Ouvrages
- 1923, Das Spiel mit dem Feuer
- 1930, Gestalten der Zeit
- 1957, Die literarische Welt
- 1968, Hugo von Hofmannsthal - Willy Haas. Ein Briefwechsel

### Éditions
- 1939, Franz Kafka: Briefe an Milena
- 1952, Kurt Tucholsky: so siehst du aus!

## Filmographie sélective
- 1922 : La Terre qui flambe de Friedrich Wilhelm Murnau
- 1925 : La Rue sans joie de Georg Wilhelm Pabst
- 1926 : Les Frères Schellenberg de Karl Grune
- 1926 : On ne badine pas avec l'amour de Georg Wilhelm Pabst
- 1927 : Les Tisserands de Friedrich Zelnik
- 1928 : Thérèse Raquin de Jacques Feyder
- 1929 : Sainte-Hélène de Lupu Pick
- 1933 : L'Amour qu'il faut aux femmes d'Adolf Trotz

## Sources
- (de) Manfred Brauneck (éditeur), Autorenlexikon deutschsprachiger Literatur des 20. Jahrhunderts, Rowohlt, 1995, 928 p. (ISBN 978-3-499-16355-5)
- (de) Wilhelm Sternfeld et Eva Tiedemann, Deutsche Exil-Literatur 1933-1945 : eine Bio-Bibliographie, Verlag Lambert Schneider, 1970, 2e éd., 606 p.